# Kategoria e Parë 1954
La Kategoria e Parë 1954 fu la 17ª edizione della massima serie del campionato albanese di calcio disputato tra il 28 febbraio e il 25 luglio 1954 e concluso con la vittoria del Partizani, al suo terzo titolo.
Capocannoniere del torneo fu Refik Resmja, giocatore del Partizani Tirana.

## Formula
In questa edizione le squadre partecipanti furono 12 e disputarono un girone di andata e ritorno per un totale di 22 partite.
In vista di un incremento dei club nella stagione successiva non furono previste retrocessioni.

## Squadre
| Squadra                                | Città   | Stadio | Stagione 1953      |
| -------------------------------------- | ------- | ------ | ------------------ |
| Puna Shkodër                           | Scutari |        | 4°                 |
| Puna Korçë                             | Coriza  |        | 8°                 |
| Puna Durrës                            | Durazzo |        | 6°                 |
| Puna Tiranë                            | Tirana  |        | 3°                 |
| Puna Elbasan                           | Elbasan |        | Kategoria e Dytë   |
| KF Partizani Tirana                    | Tirana  |        | 2°                 |
| Dinamo Tirana                          | Tirana  |        | Campione d'Albania |
| Puna Vlorë                             | Valona  |        | 5°                 |
| Dinamo Durrës                          | Durazzo |        | 10°                |
| Luftëtari Sh.B.O. "Enver Hoxha" Tiranë | Tirana  |        | 7°                 |
| Puna Kavajë                            | Kavajë  |        | Kategoria e Dytë   |
| Spartaku Tiranë                        | Tirana  |        | Kategoria e Dytë   |

## Classifica finale
|                    | Pos. | Squadra                                | Pt | G  | V  | N | P  | GF | GS | DR  |
| ------------------ | ---- | -------------------------------------- | -- | -- | -- | - | -- | -- | -- | --- |
| Albania (bandiera) | 1.   | Partizani                              | 43 | 22 | 21 | 1 | 0  | 93 | 8  | +85 |
|                    | 2.   | Dinamo                                 | 36 | 22 | 16 | 4 | 2  | 56 | 13 | +43 |
|                    | 3.   | Puna Tiranë                            | 31 | 22 | 14 | 3 | 5  | 47 | 21 | +26 |
|                    | 4.   | Puna Shkodër                           | 23 | 22 | 9  | 5 | 8  | 22 | 28 | -6  |
|                    | 5.   | Luftëtari Sh.B.O. "Enver Hoxha" Tiranë | 22 | 22 | 9  | 4 | 9  | 28 | 27 | +1  |
|                    | 6.   | Puna Kavajë                            | 20 | 22 | 9  | 2 | 11 | 28 | 37 | -9  |
|                    | 7.   | Puna Vlorë                             | 20 | 22 | 8  | 4 | 10 | 23 | 32 | -9  |
|                    | 8.   | Dinamo Durrës                          | 20 | 22 | 7  | 6 | 9  | 21 | 37 | -16 |
|                    | 9.   | Puna Durrës                            | 14 | 22 | 5  | 4 | 13 | 15 | 46 | -31 |
|                    | 10.  | Spartaku Tiranë                        | 13 | 22 | 4  | 5 | 13 | 26 | 52 | -26 |
|                    | 11.  | Puna Korçë                             | 13 | 22 | 4  | 5 | 13 | 16 | 35 | -19 |
|                    | 12.  | Puna Elbasan                           | 9  | 22 | 3  | 3 | 16 | 22 | 61 | -39 |

Legenda:

      Campione d'Albania
Note:

Due punti a vittoria, uno a pareggio, zero a sconfitta.

## Verdetti
- Campione: Partizani Tirana